# Isomyia inops
Isomyia inops är en tvåvingeart som först beskrevs av Seguy 1949.  Isomyia inops ingår i släktet Isomyia och familjen Rhiniidae. Inga underarter finns listade i Catalogue of Life.